# تلاس، قرقیزستان

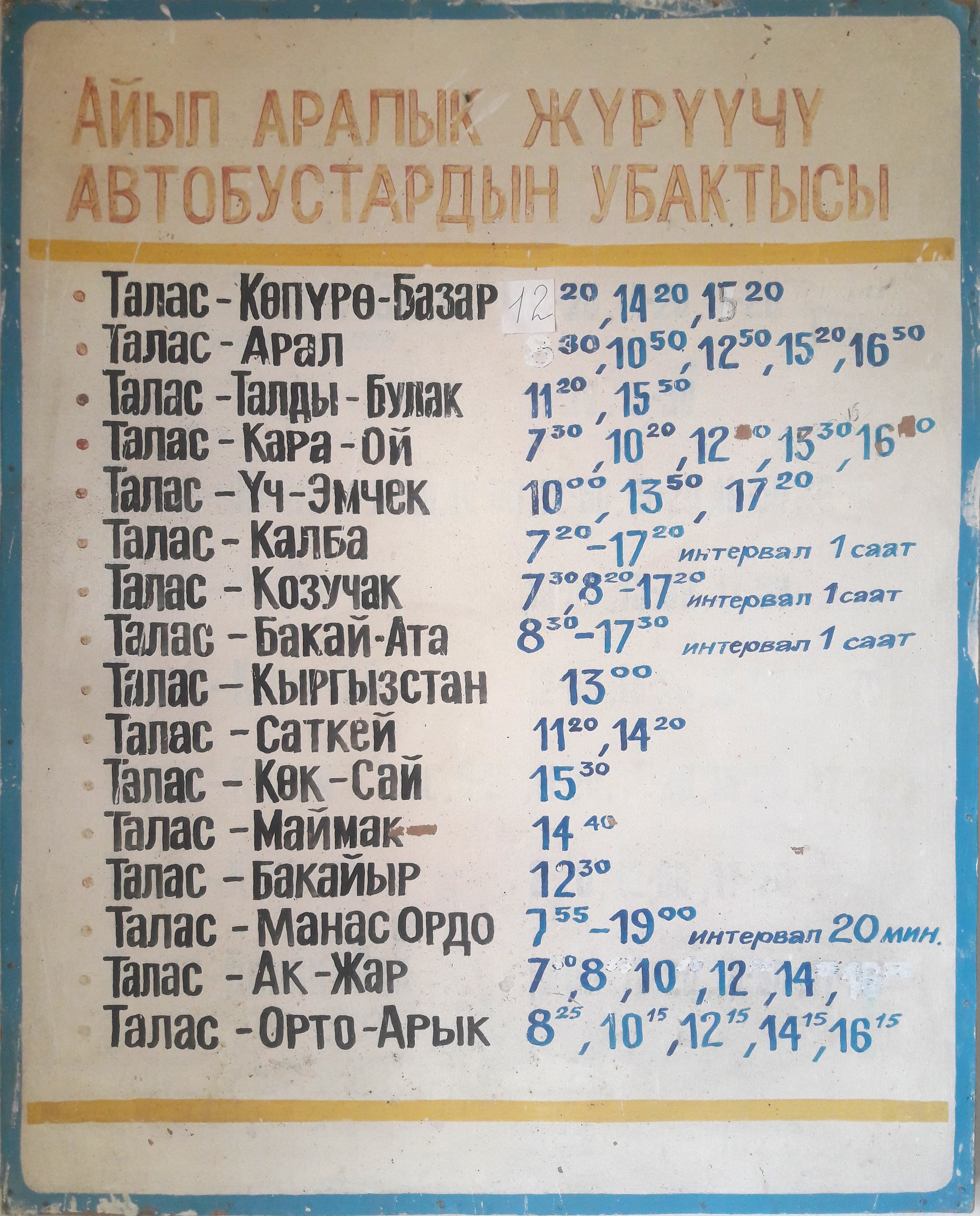
تلاس

تلاس (به قرقیزی: Талас шаары، تالاس شااری) شهری است در شمال باختری کشور قرقیزستان.
این شهر مرکز استان تلاس است و در دره‌ای طولانی و در میان دو رشته‌کوه بزرگ واقع شده است. جمعیت شهر تلاس ۳۲۵۳۸ نفر است. (سال ۱۹۹۹). این شهر از نظر تقسیمات سیاسی، مجزا از شهرستان تلاس می باشد.

## پیشینه
قرقیزها کوهستان آلاتاو در اطراف شهر تلاس را زادبوم قهرمان افسانه‌ای خود، مناس، می‌دانند. گنبد مناس امروزه نام بنایی مهم در نزدیکی شهر تلاس است.
شهر کنونی تلاس در سال ۱۸۷۷ توسط گروهی از مهاجران اسلاوی شرقی بنیاد شد. اقتصاد این شهر وابستگی زیادی با شهر کهن تراز داشت که امروزه در قزاقستان واقع شده. 
زمانی که روس‌ها تلاس را در سال ۱۸۶۴ تسخیر کردند این محل دهکده‌ای بیش نبود و در حالت منزوی به‌سر می‌برد. امروزه این شهر مرکز استان است و وضع بهتری دارد.
پس از فروپاشی شوروی و محدود شدن رفت‌وآمد از مرزها، تلاس در تنگنای اقتصادی قرار گرفته است.